# کلاس سارنر
کلاس سارنر (انگلیسی: Klas Särner؛ ۲۵ دسامبر ۱۸۹۱ – ۲۲ ژانویه ۱۹۸۰) ژیمناست هنری اهل سوئد بود.
وی در مسابقات کشوری و بین‌المللی در مجموع برندهٔ ۱ مدال طلا شده‌است.